# Пендуз
Пендуз — деревня в Бабушкинском районе Вологодской области.
Входит в состав Подболотное сельское поселение, с точки зрения административно-территориального деления — в Подболотный сельсовет.
Расстояние по автодороге до районного центра села имени Бабушкина — 113 км, до центра муниципального образования Кокшарки — 5 км. Ближайшие населённые пункты — Верхотурье, Нефедово, Сумино.
По данным переписи в 2002 году постоянного населения не было.